# 胥坝乡
胥坝乡，是中华人民共和国安徽省铜陵市义安区下辖的一个乡镇级行政单位。

## 行政区划
胥坝乡下辖以下地区：
抚宁社区、旭光村、新洲村、文兴村、群心村、洪楼村、龙潭村、衣冠村、重新村、安平村、子垅村、西江村、中洲村、红庙村、前江村、江滨村和长杨村。